# K-Bar Ranch (Teksas)
K-Bar Ranch je naseljeno mjesto za statističke potrebe u američkoj saveznoj državi Teksas. Prema popisu stanovništva iz 2010. u njemu je živjelo 358 stanovnika.